# La Bataille de Ranskoor Av Kolos
La Bataille de Ranskoor Av Kolos (The Battle of Ranskoor Av Kolos) est le dixième épisode de la onzième saison de la seconde série télévisée britannique Doctor Who. Il est diffusé le 9 décembre 2018 sur la chaîne de télévision britannique BBC One.

## Distribution
Sauf indication contraire, les informations mentionnées dans cette section peuvent être confirmées par la base de données cinématographiques IMDb,  présente dans la section « Liens externes ».
- Jodie Whittaker : Treizième Docteur
- Mandip Gill : Yasmin Khan
- Tosin Cole : Ryan Sinclair
- Bradley Walsh : Graham O'Brien
- Mark Addy : Paltraki
- Phyllis Logan : Andinio
- Percelle Ascott : Delph
- Samuel Oatley : Tzim-Sha
- Jan Le : Umsang

## Synopsis
À une date indéterminée, deux Ux (une espèce humanoïde très avancée et pouvant vivre durant des millénaires), dénombrant une vieille femme nommée Andinio et son élève Delph, réunis sur la planète Ranskoor Av Kolos, engagent un culte qui se termine par une mystérieuse apparition. 3407 ans plus tard, le Docteur reçoit neuf appels de détresses venant de la même région de la planète, planète ayant la faculté de troubler les esprits. En atterrissant dans un des vaisseaux échoués en provenance de la planète Stebbel, ils découvrent le commandant du vaisseau, Grestin Paltraki, totalement amnésique après une sortie à l'extérieur. Après l'avoir soigné, le Docteur découvre par une transmission vidéo que ce qui semble être Tzim-Sha des Stenzas (vu dans La Femme qui venait d'ailleurs) se trouve dans les parages, a capturé l'équipage et fomente quelque chose. Le Docteur découvre alors dans le vaisseau une sorte de cristal mystérieux, volé par Paltraki, et dont le manque rend Tzim-Sha furieux. Tous décident d'aller explorer l'endroit où Paltraki était allé en expédition, mais Graham est dévasté de revoir son vieil ennemi et décide de se venger. Le groupe découvre un immense sanctuaire dans lequel ils se téléportent après s'être donné des missions. Le Docteur en possession du cristal découvre que la vieille Ux, Andinio, est alliée avec Tzim-Sha, qu'elle surnomme "le créateur". Paltraki retrouve lentement la mémoire et explique à Yaz que son vaisseau avait été envoyé sur Ranskoor Av Kolos pour une grande bataille opposant des puissances galactiques. Tous deux trouvent ensuite cinq autres cristaux, qui seraient potentiellement la raison de la grande bataille. Graham et Ryan trouvent quant à eux les membres d'équipages maintenus en stase dans de grandes cuves.
Menacée par Andinio, le Docteur rencontre enfin le Stenza ; Tzim-Sha ordonne à la Ux de se retirer pour appliquer un étrange protocole. Le Stenza raconte alors son histoire au Docteur après les événements de La Femme qui venait d'ailleurs. Mourant et défait, il était apparu par hasard au moment d'une prière des deux Ux. Il s'était depuis fait passer pour leur dieu, et les dirige d'une main de fer. Il avoue son objectif : se venger du Docteur et de ses amis, qui l'avaient banni des siècles auparavant. Andinio, pendant ce temps, obéit à son "créateur" et force son élève à user de ses pouvoirs psychiques ;  tous deux entrent en transe. Tzim-Sha annonce alors que le sanctuaire est une arme de destruction massive capable de "congeler" des planètes dans des cristaux, d'où la grande guerre. Pour humilier le Docteur, il prévoit de capturer et garder comme trophée la planète Terre. Le Docteur et Yaz décident d'utiliser des bloqueurs neuronaux pour arrêter la manœuvre, tandis que Graham et Ryan évacuent les otages dans les cuves. Le Docteur, au prix de sa raison et de sa santé mentale, libère les Ux et les convainc de l'aider à renvoyer les planètes d'où elles viennent en dénonçant les abus du Stenza. Le TARDIS appelé à distance, le Docteur demande à Delph de se brancher aux circuits télépathiques pour localiser la position initiale des planètes. Au prix d'une grande douleur, Delph réussit à téléporter les planètes et Graham maîtrise Tzim-Sha, qui est vite cryogénisé dans une de ses propres cuves. Les Ux scellent le sanctuaire et décident de migrer avec le vaisseau de Paltraki, laissant le TARDIS partir pour une nouvelle aventure.

### Continuité
- Le Docteur plaisante à propos du fait que certains de ses professeurs auraient démissionné de leur poste, lassés du jeune Seigneur du Temps.
- Le Docteur surnomme le TARDIS son « monument fantôme ».
- On retrouve le personnage de Tzim-Sha, de l'épisode La Femme qui venait d'ailleurs
- Ce n'est pas la première fois que des planètes furent volées. Les Daleks avaient déjà fait cette expérience dans La Terre volée et La Fin du voyage
- Le Docteur raconte qu'il a « remorqué la Terre à travers l'Univers avec le TARDIS » (La Fin du voyage) et « retransformé un Slitheen en œuf » (L'Explosion de Cardiff).